# France Football
France Football – francuski miesięcznik sportowy (od 11 czerwca 2021), a wcześniej tygodnik i dwutygodnik o tematyce piłkarskiej, wydawany od 8 stycznia 1946 w Boulogne-Billancourt koło Paryża. Jedno z najbardziej prestiżowych czasopism o tematyce piłkarskiej. Słynie z wręczanej corocznie od 1956 r. Złotej Piłki – nagrody dla najlepszego piłkarza świata.